# Флис
Флис (англ. fleece — овчина, от одной из марок Polar Fleece) — синтетическое трикотажное полотно из полиэстера для изготовления тёплой одежды. Изобретён в 1979 году текстильной компанией Polartec.

## История
Флис появился в Массачусетсе в 1979 году, когда компании Malden Mills (сейчас Polartec LLC) и Patagonia, Inc. разработали Synchilla (синтетическая шиншилла). Это была новая, легкая, прочная ворсовая ткань, призванная имитировать, а в некоторых отношениях и превосходить шерсть. Генеральный директор Malden Mills Аарон Фойерштейн намеренно отказался патентовать полярный флис, позволив материалу производиться дёшево и широко многими поставщиками, что привело к быстрому и широкому признанию материала. Компания Malden Mills зарегистрировала PolarFleece в качестве торговой марки в Бюро по патентам и товарным знакам США 6 октября 1981 года.

## Использование
Из флиса делают шапки, свитеры, куртки, обычно спортивные или туристические. Кофта или куртка из флиса часто служит средним элементом «трёхслойного» одеяния, используемого поклонниками альпинизма, экстремальных видов спорта (первый слой составляет термобельё, третий — куртка из «дышащей» ткани с мембраной). Флисовые куртки и толстовки носят в качестве самостоятельной одежды. Он может быть частично изготовлен из переработанных пластиковых бутылок, очень легкий, мягкий и легко стирается.

## Характеристики
Легкая, теплая и мягкая ткань, флис обладает некоторыми хорошими качествами шерсти, но весит значительно меньше самых легких шерстяных тканей. Флис классифицируется по весу — в граммах на квадратный метр. Одежда из флиса традиционно бывает разной толщины: микро, 100, 200 и 300, причём 300 — самый толстый и наименее эластичный.
Он гидрофобен, удерживая менее 1 % своего веса в воде. Он сохраняет свои изоляционные качества даже во влажном состоянии. Его можно стирать в стиральной машине, и он быстро сохнет. Это хорошая альтернатива шерсти для тех, кто страдает аллергией или чувствителен к шерсти. Он также может быть изготовлен из переработанных полиэтилентерефталатных (ПЭТ) бутылок или даже из переработанного флиса.
Обычный полярный флис не является ветрозащитным и не впитывает влагу (хотя это часто рассматривается как преимущество, см. выше). Флис легко генерирует статическое электричество, что приводит к накоплению ворса, пыли и шерсти домашних животных. Он также подвержен повреждениям при высокотемпературной стирке, сушке в барабане или глажке в необычных условиях. Низкокачественный полиэфирный флис также подвержен скатыванию.